# Це було в Коканді
«Це було в Коканді» — радянський трисерійний художній фільм режисера Учкуна Назарова, знятий за мотивами історичного роману Миколи Нікітіна «Це було в Коканді» на кіностудії «Узбекфільм» у 1977 році.

## Сюжет
Фільм оповідає про становлення Радянської влади в Ферганській долині, дія його відбувається у 1918—1921 роках. У фільмі показані: Кокандський заколот 1918 року, його придушення, ліквідація Кокандскої автономії і подальша боротьба з басмачами у Ферганській долині. На тлі цих історичних подій і розвиваються долі головних героїв. Юсуп проходить шлях від хлопчика-раба до червоного командира. Такім же червоним командиром стає і Лихолєтов, що починав службу в Червоній армії рядовим бійцем. Джаббар, колишній ватажок басмацької банди, переходить на бік більшовиків, а колишній офіцер Зайченко, ставши зрадником під час Кокандського заколоту, остаточно деградує і йде на службу до басмачів і британської розвідки.

## У ролях
- Отабек Ганієв —  Юсуп
- Олександр Кайдановський —  Зайченко, комендант Кокандської фортеці (озвучує Сергій Шакуров)
- Хамза Умаров —  Джаббар
- Олександр Денисов —  Лихолєтов, червоний командир
- В'ячеслав Шалевич —  Аввакумов, голова Кокандської Ради
- Ігор Дмитрієв —  полковник Чернишов
- Євгенія Симонова —  Варя, сестра милосердя  (озвучує Антоніна Кончакова)
- Мурад Раджабов —  Іргашев, ватажок басмачів
- Віктор Перевалов —  Федоткин, червоноармієць
- Закір Мухамеджанов —  Ахмедов, голова Кокандської автономії
- Меліс Абзалов —  Зайнулла, ішан
- Георгій Шевцов —  Дональд, резидент британської розвідки
- Ульмас Аліходжаєв —  Саїдов

## Знімальна група
- Режисер — Учкун Назаров
- Сценаристи — Дмитро Васіліу, Учкун Назаров
- Оператор — Абдурахім Ісмаїлов
- Композитор — Руміль Вільданов
- Художник — Садир Зіямухамедов